# Jessica Hausner
Jessica Hausner, född 6 oktober 1972 i Wien, är en österrikisk filmregissör och manusförfattare.
Hausner långfilmsdebuterade 2001 med Lovely Rita. 2009 hade hennes tredje långfilm Miraklet i Lourdes premiär vilken rönte stor framgång. Bland annat tilldelades den FIPRESCI-priset vid Filmfestivalen i Venedig och en Guldbagge i kategorin Bästa utländska film vid Guldbaggegalan 2011.

## Filmografi i urval
- 2001 – Lovely Rita
- 2004 – Hotel
- 2006 – Toast
- 2009 – Miraklet i Lourdes
- 2014 – Amour fou